# 豐岡縣
豐岡縣（日语：／ Toyooka ken */?）是日本於1871年設立的行政區劃，管轄範圍包括過去明治維新前丹後國、但馬國和丹波國西部區域，相當於現在的兵庫縣北部及京都府北部，縣廳設於豐岡；已於1876年被廢除，轄區被分別劃入兵庫縣及京都府。

## 歷史
1871年日本實施廢藩置縣後，7月份將原1.5萬石的豐岡藩改設為豐岡縣；同年11月，將周邊的生野縣、出石縣（原出石藩、3萬石）、村岡縣（原村岡藩、1.1萬石）、久美濱縣、宮津縣（原宮津藩、7萬石）、舞鶴縣（原丹後田邊藩、3.5萬石）、峰山縣（原峰山藩、1.1萬石）、篠山縣（原篠山藩、6萬石）、福知山縣（原福知山藩、3.2萬石）、柏原縣（原丹波柏原藩、2萬石）合併，由於合併後的新縣廳設於城崎郡豐岡（位於現在的兵庫縣豐岡市的舊豐岡藩陣屋，因此合併後的縣名為「豐岡」。
1876年，日本進行第二次府縣整合，決定廢除豐岡縣，將原屬但馬國的區域和丹波國的冰上郡、多紀郡劃入兵庫縣，丹後國的區域和丹波國天田郡劃入京都府。

## 歴任知事
| 職稱       | 姓名     | 上任日期               | 卸任日期               | 備註                           |
| ---------- | -------- | ---------------------- | ---------------------- | ------------------------------ |
| 權令       | 小松彰   | 1871年11月2日（舊曆）  | 1872年3月8日（舊曆）   | 前久美濱縣權知事、原松本藩藩士 |
| 縣令       | 小松彰   | 1872年3月8日（舊曆）   | 1872年10月2日（舊曆）  |                                |
| 空缺       | 空缺     | 1872年10月2日（舊曆）  | 1872年10月17日（舊曆） |                                |
| 權令       | 林茂平   | 1872年10月17日（舊曆） | 1872年11月28日（舊曆） | 前香川縣參事、原高知藩藩士     |
| 空缺       | 空缺     | 1872年11月28日（舊曆） | 1873年1月15日          |                                |
| 權令       | 桂久武   | 1873年1月15日          | 1873年6月14日          | 前都城縣參事、原薩摩藩藩士     |
| 參事       | 田中光儀 | 1872年3月8日           | 1875年7月20日          | 前豐岡縣權參事、原幕臣         |
| 空缺       | 空缺     | 1875年7月20日          | 1875年7月23日          |                                |
| 權令       | 三吉周亮 | 1875年7月23日          | 1876年8月21日          | 前鳥取縣權令、原豐浦藩家老     |
| 參考資料： |          |                        |                        |                                |